# 和田慎二
和田 慎二（1950年4月19日—2011年7月5日，本名岩本 良文（いわもと よしふみ））、男性、日本漫画家、漫畫的原作者。廣島縣吳市出身。

## 作品

### 漫畫
- 怪盜孤挺花、全14冊（大然版）、原名
- 七海遊龍、全27冊（台灣非版權時代版本）、原名
- 神秘女刑警、全22冊（台灣非版權時代版本）、原名
- 超少女明日香系列、原名
- 傀儡師-凜、4冊待續（長鴻版）、原名
- 闇夜淑女、1冊待續（長鴻版）、原名
- 恐怖的復活、全1冊（長鴻版）、原名

■ 無版權書籍：
- 孤島魔咒：全一冊。原作
- 銀色女神龍：全一冊。原作
- 大逃亡：全一冊。原作
- 香甜橙橘醬：全一冊。原作
- 試衛武館之鷹：全四冊。原作
- 桑達的歷險：全一冊。原作
- 火焰劍：全一冊。原作

以下未有中文版代理。
- 原名
- 原名
- 原名
- 原名
- 原名
- 原名
- 原名、全10冊（日文版）
- 原名
- 原名- 1975年、花とゆめ増刊号に収録
- 原名
- 原名
- 原名
- 原名
- 原名

### 漫畫原作
葉月暘子/畫
- 魔龍之瞳、全3冊（東立版）
- 黑假面、全3冊（長鴻版）、原名
- 獨角獸、全3冊（長鴻版）、原名

冰栗優/畫
- CROWN - 特務指令、全6冊、原名《CROWN》

橋本神/畫
- 魔音天使、全3冊（尖端版）

濱田翔子/畫
- 背對神的男人、5冊待續（東立版）、原名(绘：滨田翔子（日语：浜田翔子 (漫画家)）)

以下，疑似未有中文版？
- 白龍(绘：衣谷遊)
- ブレイズ(绘：はしもとさかき)
- ドラゴンアイズ(绘：葉月暘子)
- クレオパトラブレスト(绘：葉月暘子)
- ネメシスの剣 （绘：伊藤伸平）
- リオン（绘：島崎譲）
- Kiyoshirou伝奇ファイル（绘：細雪純）